# Neohaplomyces medonalis
Neohaplomyces medonalis är en svampart som beskrevs av R.K. Benj. 1955. Neohaplomyces medonalis ingår i släktet Neohaplomyces och familjen Laboulbeniaceae.   Inga underarter finns listade i Catalogue of Life.